# Kalininskij rajon (San Pietroburgo)
Il Kalininskij rajon (in russo Калининский район?) è uno dei rajon in cui è suddivisa la città federale di San Pietroburgo, in Russia.